# مارينا كوروكي
مارينا كوروكي (باليابانية: 黒木マリナ؛ بالكانا: くろき マリナ) هي تارينتو ومغنية وممثلة يابانية، ولدت في 26 سبتمبر 1988 في سيتاغايا في اليابان.

## وصلات خارجية
- مارينا كوروكي على موقع IMDb (الإنجليزية)
- مارينا كوروكي على موقع ميوزك برينز (الإنجليزية)